# Harmothoe asiatica
Harmothoe asiatica är en ringmaskart som beskrevs av Uschakov och Wu 1962. Harmothoe asiatica ingår i släktet Harmothoe och familjen Polynoidae. Inga underarter finns listade i Catalogue of Life.